# Биатлон на зимней Универсиаде 2023
Соревнования по биатлону в рамках зимней Универсиады 2023 года прошли с 14 по 21 января. Было разыграно 9 комплектов наград: мужчины и женщины выявили сильнейших в спринте, гонке преследовании, масс-старте и индивидуальной гонке. Также был разыгран комплект наград в смешанной эстафете.
Место проведения — Олимпийский лыжно-биатлонный комплекс Лейк-Плэсида, построенный к соревнованиям по биатлону во время зимних Олимпийских игр 1980 года.

## Участники
- Австралия (3)
- Великобритания (2)
- Казахстан (12)
- Канада (12)
- Нидерланды (1)
- Норвегия (4)
- Польша (8)
- Республика Корея (1)
- Словакия (4)
- США (10)
- Украина (8)
- Финляндия (4)
- Франция (4)
- Чехия (8)
- Швейцария (2)
- Япония (2)

## Призёры

### Мужчины
| Дисциплина                   | Золото              | Золото            | Серебро           | Серебро           | Бронза          | Бронза            |
| ---------------------------- | ------------------- | ----------------- | ----------------- | ----------------- | --------------- | ----------------- |
| Спринт, 10 км                | Бекентай Турлубеков | 27:51.5 (0+0)     | Бьёрн Уэстэрвельт | 27:59.8 (1+1)     | Александр Мухин | 28:13.7 (0+2)     |
| Гонка преследования, 12,5 км | Бьёрн Уэстэрвельт   | 35:38.3 (1+2+1+0) | Дмитрий Хрущак    | 36:26.3 (0+0+0+1) | Войцех Яник     | 36:46.4 (0+2+1+1) |
| Масс-старт, 15 км            | Аксель Гарнье       | 39:53.7 (1+0+0+0) | Александр Мухин   | 40:18.5 (0+2+2+0) | Эрьян Мосенг    | 40:26.0 (0+2+2+1) |
| Индивидуальная гонка, 15 км  | Вадим Куралес       | 42:37.4 (0+1+0+0) | Эрьян Мосенг      | 43:20.0 (1+1+1+1) | Аксель Гарнье   | 43:53.9 (0+1+0+1) |

### Женщины
| Дисциплина                    | Золото              | Золото            | Серебро               | Серебро           | Бронза                | Бронза            |
| ----------------------------- | ------------------- | ----------------- | --------------------- | ----------------- | --------------------- | ----------------- |
| Спринт, 7,5 км                | Анна Нендза-Кубинец | 24:17.1 (0+2)     | Шайло Руссо           | 24:41.2 (0+1)     | Тереза Яндова         | 25:01.3 (0+2)     |
| Гонка преследования, 10 км    | Шайло Руссо         | 32:24.4 (1+1+0+1) | Анна Нендза-Кубинец   | 33:04.5 (0+2+2+1) | Барбара Скробишевская | 33:39.3 (0+2+1+1) |
| Масс-старт, 12,5 км           | Кристина Отцовская  | 41:11.6 (3+0+0+0) | Полин Машю            | 41:32.7 (1+0+0+2) | Анна Бланк            | 41:41.1 (1+2+0+0) |
| Индивидуальная гонка, 12,5 км | Шайло Руссо         | 42:52.9 (1+0+0+1) | Барбара Скробишевская | 43:41.3 (1+0+0+0) | Тереза Яндова         | 43:46.6 (0+2+0+1) |

### Смешанная эстафета
| Дисциплина                          | Золото                    | Золото                                                  | Серебро                  | Серебро                                                 | Бронза                    | Бронза                                                  |
| ----------------------------------- | ------------------------- | ------------------------------------------------------- | ------------------------ | ------------------------------------------------------- | ------------------------- | ------------------------------------------------------- |
| Смешанная эстафета, 7,5 (м) + 6 (ж) | Тереза Яндова Якуб Коциан | 37:25.3 (0+0) (0+0) (0+1) (0+0) (0+0) (0+1) (0+1) (0+0) | Полин Машю Аксель Гарнье | 38:02.8 (0+2) (0+1) (0+2) (0+2) (0+2) (0+0) (0+0) (0+1) | Юлия Городна Степан Кинаш | 38:07.2 (0+2) (0+0) (0+1) (0+2) (1+3) (0+0) (0+1) (0+2) |

## Командный зачёт
| Место | Страна    | 1 | 2 | 3 | Итого |
| ----- | --------- | - | - | - | ----- |
| 1     | Казахстан | 2 | 1 | 1 | 4     |
| 2     | Канада    | 2 | 1 | 0 | 3     |
| 3     | Чехия     | 2 | 0 | 2 | 4     |
| 4     | Польша    | 1 | 2 | 2 | 5     |
| 4     | Франция   | 1 | 2 | 2 | 5     |
| 6     | США       | 1 | 1 | 0 | 2     |
| 7     | Украина   | 0 | 1 | 1 | 2     |
| 7     | Норвегия  | 0 | 1 | 1 | 2     |
| Итого | Итого     | 9 | 9 | 9 | 27    |